# Heterodermia
Heterodermia ist eine Gattung von Flechten in der Familie Physciaceae.

## Beschreibung
Heterodermia sind mit der Unterlage verwachsene oder fast aufrechte Blattflechten mit einem Lagerdurchmesser von bis zu 10 Zentimeter. Ihre Oberseite ist blass grünlich, weißlich oder blass gräulich, viele Arten sind am Rand gewimpert. Die Unterseite ist weiß, lohbraun oder orange mit blassen oder dunklen Rhizinen.

## Verbreitung
Die Gattung Heterodermia hat mit etwa 80 Arten ein großes Verbreitungsgebiet, vor allem in den Tropen, kommt aber mit einigen Arten auch in gemäßigten Breiten vor. Die Weiße Wimperflechte (Heterodermia speciosa) kommt selten auch in Deutschland vor.

## Systematik
Die Gattung Heterodermia wurde 1868 von Vittore Benedetto Antonio Trevisan de Saint-Léon (1818–1897) aufgestellt. Synonyme für Heterodermia sind Pseudophyscia Müll. Arg. und Chaudhuria Zahlbr. Typusart ist Heterodermia speciosa (Wulfen) Trevis. 

### Arten
| - Heterodermia albicans - Heterodermia antillarum - Heterodermia appalachensis - Heterodermia archeri - Heterodermia casarettiana - Heterodermia chilensis - Heterodermia ciliatomarginata - Heterodermia comosa - Heterodermia crocea - Heterodermia diademata - Heterodermia echinata - Heterodermia erecta - Heterodermia erinacea - Heterodermia flabellata - Heterodermia galactophylla - Heterodermia granulifera - Heterodermia himalayensis - Heterodermia hybocarponica - Heterodermia isidiophora - Heterodermia japonica - Heterodermia kalbii - Heterodermia linearis | - Heterodermia lutescens - Heterodermia microphylla - Heterodermia namaquana - Heterodermia neglecta - Heterodermia obscurata - Heterodermia paradoxa - Heterodermia podocarpa - Heterodermia pseudospeciosa - Heterodermia queenslandica - Heterodermia rugulosa - Heterodermia sitchensis - Heterodermia spathulifera - Heterodermia speciosa - Heterodermia squamulosa - Heterodermia subcitrina - Heterodermia subneglecta - Heterodermia tropica - Heterodermia verdonii |